# Llámame (canción de Juan Camacho)
«Llámame» es una canción compuesta por el cantante y productor Juan Pardo y que el cantante Juan Camacho grabó para la discográfica CBS en noviembre de 1974. Después de la buena acogida que obtuvo su anterior sencillo «Mía», esta grabación siguió contando con el favor de la crítica y del público español aupándola a puestos importantes de las listas de éxitos.
«Golondrina» fue grabada en Londres bajo la atenta mirada de los arreglistas John Cameron y Reg Guest que ya habían participado en las grabaciones de otros artistas que Juan Camacho producía.
Puede considerarse como un sencillo de enlace entre el primer y el segundo L.p., puesto que «Llámame» se editó en el larga duración A ti, mujer de 1975 y «Golondrina» en Juan Camacho de 1974.

## Ediciones internacionales
«Golondrina» fue editada en Chile como cara B, teniendo como canción principal el éxito «Júrame».